# Festival de Cannes 2014
Le Festival de Cannes 2014, 67e édition du festival, se déroule du 14 au 25 mai 2014 au palais des festivals, à Cannes. La présidente du jury est Jane Campion et le maître de cérémonie Lambert Wilson. Le long métrage Winter Sleep, de Nuri Bilge Ceylan, remporte la Palme d'or.

## Déroulement et faits marquants
Les organisateurs annoncent le 7 janvier 2014 que la réalisatrice néo-zélandaise Jane Campion présidera le jury des longs métrages,. Elle est la seule réalisatrice lauréate de la Palme d'or (pour La Leçon de piano), la première cinéaste détentrice de la Palme d'or du court métrage (pour An Exercise in Discipline - Peel) et par ailleurs l'unique personnalité du cinéma à avoir reçu ces deux distinctions. Elle fut présidente du jury des courts métrages et de la Cinéfondation en 2013.
Le 24 janvier 2014, le Festival annonce que le film Grace de Monaco d'Olivier Dahan fera l'ouverture de la 67e édition. Nicole Kidman, qui interprète Grace Kelly, et Tim Roth, le prince Rainier III, y tiennent les rôles principaux. Kidman fut jurée de la compétition officielle l'année précédente, et Roth président du jury de la section Un Certain Regard en 2012 et de la Caméra d'or en 2004. Il fut également membre du jury des longs métrages en 2006.
Le jeudi 6 mars 2014 sont annoncés les noms des membres du jury de la section Cinéfondation et de Court métrage, présidée par le réalisateur iranien Abbas Kiarostami. Il a été membre du jury des longs métrages en 1993, des courts métrages en 2002 et président de la Caméra d'or en 2005. La Française Noémie Lvovsky et Mahamat Saleh Haroun (membre du jury des longs métrages en 2011) en font notamment partie,.
Le 27 mars 2014 il est annoncé que c'est la réalisatrice britannique Andrea Arnold, plusieurs fois récompensée à Cannes et membre du jury en 2012, qui présidera la 53e Semaine de la critique.
Le 3 avril 2014 on annonce que c'est un homme qui aura la charge de présenter les cérémonies d'ouverture et de clôture : l'acteur Lambert Wilson. Il est le troisième homme à être maître de cérémonie, après Vincent Cassel en 2006 et Édouard Baer en 2008 et 2009. Il succède à Audrey Tautou à cette fonction. Wilson a par ailleurs été président du jury Un certain regard en 1999.
Le 8 avril 2014 est annoncé que c'est le réalisateur argentin Pablo Trapero qui présidera le jury d'Un certain regard. Il a par ailleurs été sélectionné à trois reprises dans cette section, lors des éditions 2002, 2010 et 2012 du Festival de Cannes. En 2008, son film Leonera était en compétition officielle pour la Palme d'or avec comme héroïne sa compagne Martina Gusmán (membre du jury en 2011).
Après The Bling Ring de Sofia Coppola l'année dernière, c'est le film français Party Girl de Marie Amachoukeli, Claire Burger et Samuel Theis qui fera l'ouverture de la sélection Un certain regard,.
L'affiche du 67e Festival de Cannes est dévoilée le 15 avril 2014. Conçue par le publicitaire Hervé Chigioni et son graphiste Gilles Frappier, elle représente Marcello Mastroianni avec son regard par-dessus des lunettes noires, tiré d'un photogramme du film de Federico Fellini, Huit et demi qui avait été présenté en sélection officielle en 1963. De plus, Mastroianni est un des rares acteurs à avoir remporté deux Prix d'interprétation masculine (lors du Festival de Cannes 1970 et 1987).
La sélection Cinéfondation et court métrage est dévoilée le 16 avril 2014,,. Le 17 avril 2014 est annoncée la sélection officielle des longs métrages par Gilles Jacob et Thierry Frémaux,,. Un complément à la sélection est rajouté le 30 avril.
Le 18 avril 2014, la réalisatrice Nicole Garcia est annoncée en tant que présidente du jury de la Caméra d'or.

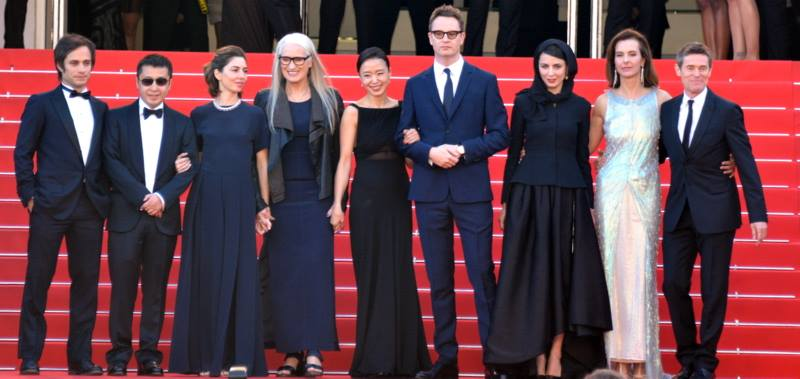
Le jury de la sélection des longs métrages.

L'annonce des membres du jury des longs métrages en lice pour la Palme d'or est faite le 28 avril 2014. En plus de Carole Bouquet et Sofia Coppola qui sont confirmées, on y retrouve le président de la Caméra d'or en 2010 Gael Garcia Bernal, la meilleure actrice du Festival de Cannes 2007, Jeon Do-yeon, et le président de la Cinéfondation et des courts métrages en 2007, Jia Zhangke. À noter également que Willem Dafoe et Bernal ont déjà fait partie ensemble d'un même jury, lors du Festival de Berlin 2007.
Le 11 mai 2014 les jurés des sections Un certain regard et de la Caméra d'or sont dévoilés,.

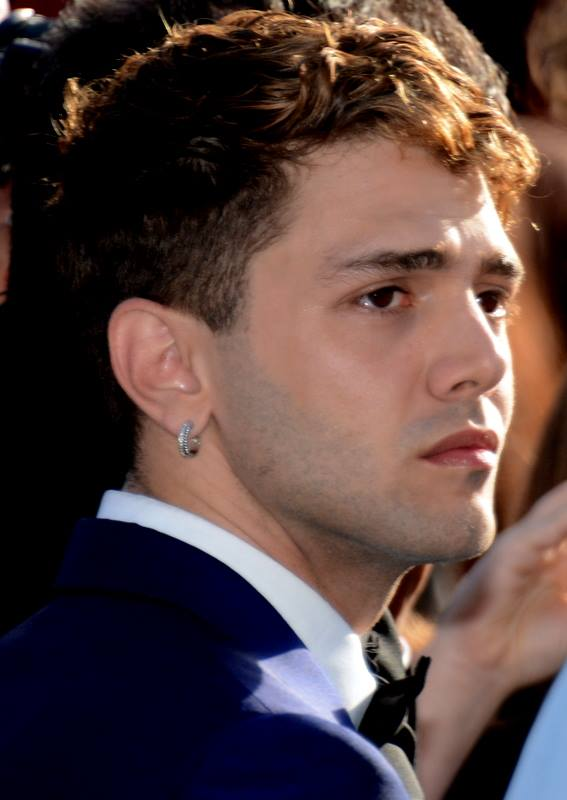
Xavier Dolan, lauréat ex aequo du prix du jury pour Mommy.

Le film de clôture est annoncé le 13 mai 2014, à la veille du début du festival. Il s'agit Pour une poignée de dollars (Per un pugno di dollari), présenté dans la section « Cannes Classics ». Il est également annoncé que le réalisateur et président du jury d'il y a 10 ans, Quentin Tarantino viendra présenter le film, sorti en 1965, en l'honneur du cinquantenaire du western spaghetti dont il est à la fois un grand admirateur et un spécialiste.

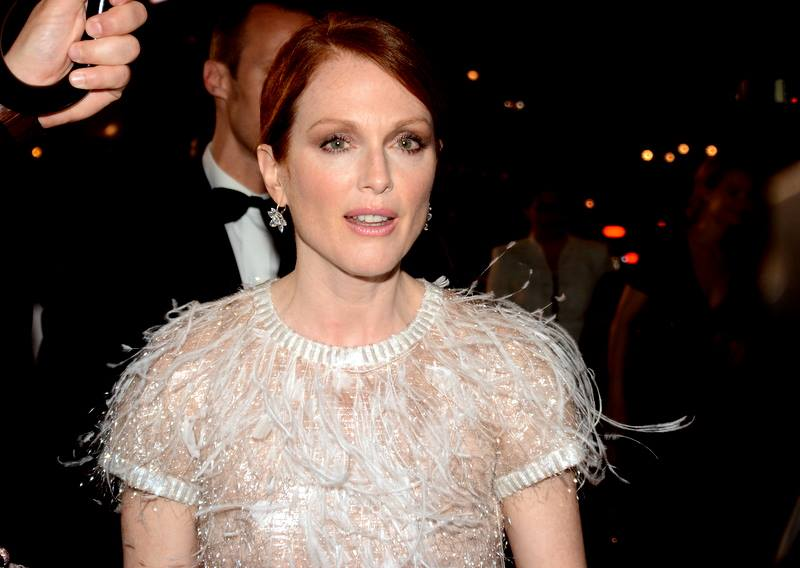
Julianne Moore, prix d'interprétation féminine pour Maps to the Stars.

Treize ans après Éloge de l'amour, Jean-Luc Godard, âgé de 83 ans, revient en compétition avec Adieu au langage, mais refuse de venir sur la Croisette présenter le film et envoie une « lettre filmée à Gilles Jacob et à Thierry Frémaux », un court métrage de 8 minutes pour expliquer son geste, mis en ligne a posteriori sur le site du Festival,,,. Malgré son désir de ne recevoir aucun prix, il se voit décerner sa première récompense cannoise après huit sélections : le Prix du jury,.
Le 19 mai, Leila Hatami, membre du jury, embrasse Gilles Jacob sur la joue en haut des marches du Palais des Festivals, ce qui scandalise les autorités iraniennes. Plus tard, l'actrice publie une lettre d'excuses officielle.
Cette 67e édition est marquée par la fin de la présidence de Gilles Jacob qui, en qualité de délégué général puis de président depuis 2000, a régné sur la destinée du Festival durant 38 ans,.
La cérémonie de clôture eut exceptionnellement lieu le 24 mai, un samedi, du fait que le lendemain l'attention médiatique serait mobilisé par les élections européennes (même si les projections-reprises du palmarès ont continué). Ce sont les adieux de Gilles Jacob, qui en compagnie de Nicole Garcia remet à la cérémonie de clôture la Caméra d'or qu'il a créée en 1978 et reçoit une longue ovation debout. La proclamation du palmarès par Jane Campion est diversement appréciée en France et à l'international. La majorité des films primés a ravi la presse (Mr. Turner, Leviathan, Foxcatcher etc.). Le prix du jury Mommy (ex æquo avec le film de Godard), fit l'unanimité lors de sa présentation, et à l'inverse, le Grand prix Les Merveilles suscita peu d'enthousiasme. L'absence au palmarès de deux grands favoris (Deux jours, une nuit et Timbuktu) et la récompense mineure décernée à Mommy déçoivent massivement. Quant à la Palme d'or, Winter Sleep, elle interpelle sur son potentiel d'exploitation en salles. Le film, jugé très long (durée de 3 heures et 16 minutes), propose un rythme lent, une intrigue réduite au minimum et des dialogues denses et littéraires (Winter Sleep étant une transposition dans la Turquie contemporaine de trois nouvelles d'Anton Tchekhov),,. La vision contemplative, l'exigence du style ou encore le parti pris auteuriste de la mise en scène (que Les Inrocks considère comme un académisme crypté, niché dans une noblesse culturelle inattaquable) ont soulevé des doutes quant à la capacité du film à connaître une large exploitation commerciale et à intéresser le grand public,,,.
Le lendemain de la clôture, sur RTL, Gilles Jacob défend le palmarès de Jane Campion, qualifié d'« élitiste », annonce les chantiers de son successeur Pierre Lescure et exprime le regret que les producteurs de Welcome to New York d'Abel Ferrara avec Gérard Depardieu, inspiré de l'affaire DSK, aient pris en otage le prestige et l'image de marque du Festival en parasitant, comme « des coucous dans un nid », les films de la compétition,. Le film a été décrié par l'ensemble de la critique après sa projection, y compris par les Cahiers du cinéma qui a pourtant toujours fait part d'une grande admiration pour l'œuvre de Ferrara.
Welcome to New York ne prend pas part à la compétition mais Vincent Maraval, dirigeant de Wild Bunch, décide en marge du Festival de projeter le film le 17 mai au cinéma Le Star rue d'Antibes et sur la plage de Nikki Beach avant sa mise en ligne sur les plateformes de vidéo à la demande et la tenue d'une conférence de presse en présence du réalisateur, de Gérard Depardieu et de Jacqueline Bisset,.
Les médias finissent par ne parler plus que de ce film après la réaction de « dégoût » d'Anne Sinclair et l'intention de Dominique Strauss-Kahn de porter plainte pour diffamation contre la production du film.
Le roman de Jean-Marie Palach : Du sang sur le tapis rouge, Pavillon noir, 2016. évoque le Festival de Cannes 2014.
Pendant la montée des marches, l'artiste canadienne (et ancienne mannequin) Zoé Duchesne s'est montrée partiellement dénudée dans le cadre d'un performance artistique intitulée L'être derrière le paraître,.

## Jurys

### Compétition
| Nom | Nom                               | Qualité                               | Nationalité      |
| --- | --------------------------------- | ------------------------------------- | ---------------- |
|     | Jane Campion (présidente du jury) | Réalisatrice et scénariste            | Nouvelle-Zélande |
|     | Carole Bouquet                    | Actrice                               | France           |
|     | Sofia Coppola                     | Réalisatrice et scénariste            | États-Unis       |
|     | Willem Dafoe                      | Acteur                                | États-Unis       |
|     | Gael García Bernal                | Acteur, réalisateur et producteur     | Mexique          |
|     | Leila Hatami                      | Actrice                               | Iran             |
|     | Jeon Do-yeon                      | Actrice                               | Corée du Sud     |
|     | Jia Zhangke                       | Réalisateur, scénariste et producteur | Chine            |
|     | Nicolas Winding Refn              | Réalisateur, scénariste et producteur | Danemark         |

### Caméra d'or
| Nom                                | Qualité                                   | Nationalité    |
| ---------------------------------- | ----------------------------------------- | -------------- |
| Nicole Garcia (présidente du jury) | Réalisatrice, scénariste et actrice       | France Algérie |
| Richard Anconina                   | Acteur                                    | France         |
| Gilles Gaillard                    | Technicien                                | France         |
| Sophie Grassin                     | Journaliste et critique                   | France         |
| Héléna Klotz                       | Réalisatrice                              | France         |
| Lisa Nesselson                     | Journaliste                               | France         |
| Philippe Van Leeuw                 | Réalisateur, directeur de la photographie | Belgique       |

### Un certain regard
| Nom                               | Qualité                               | Nationalité   |
| --------------------------------- | ------------------------------------- | ------------- |
| Pablo Trapero (président du jury) | Réalisateur et scénariste             | Argentine     |
| Peter Becker                      | Président de The Criterion Collection | États-Unis    |
| Maria Bonnevie                    | Actrice                               | Norvège Suède |
| Géraldine Pailhas                 | Actrice                               | France        |
| Moussa Touré                      | Réalisateur, scénariste et producteur | Sénégal       |

### Cinéfondation et courts métrages
| Nom                                  | Qualité                 | Nationalité      |
| ------------------------------------ | ----------------------- | ---------------- |
| Abbas Kiarostami (président du jury) | Réalisateur             | Iran             |
| Noémie Lvovsky                       | Réalisatrice et actrice | France           |
| Mahamat Saleh Haroun                 | Réalisateur             | Tchad            |
| Daniela Thomas                       | Réalisatrice et artiste | Brésil           |
| Joachim Trier                        | Réalisateur             | Norvège Danemark |

### Semaine de la critique
- Andrea Arnold (présidente du jury), réalisatrice  Royaume-Uni

### Queer Palm
- Bruce LaBruce (président du jury), écrivain et réalisateur  Canada

## Sélections

### Sélection officielle

#### Compétition
La sélection officielle en compétition se compose de 18 films :
| Titre                 | Titre original       | Réalisation                 | Pays        | Distribution                                                  | Projection |
| --------------------- | -------------------- | --------------------------- | ----------- | ------------------------------------------------------------- | ---------- |
| Adieu au langage      |                      | Jean-Luc Godard             | France      | Héloïse Godet, Jessica Erickson, Alexandre Païta              | 20 mai     |
| Captives              | The Captive          | Atom Egoyan                 | Canada      | Ryan Reynolds, Scott Speedman, Mireille Enos, Rosario Dawson  | 16 mai     |
| Deux jours, une nuit  |                      | Jean-Pierre et Luc Dardenne | Belgique    | Marion Cotillard, Fabrizio Rongione, Olivier Gourmet          | 20 mai     |
| Foxcatcher            |                      | Bennett Miller              | États-Unis  | Steve Carell, Channing Tatum, Mark Ruffalo                    | 19 mai     |
| The Homesman          |                      | Tommy Lee Jones             | États-Unis  | Tommy Lee Jones, Hilary Swank, Hailee Steinfeld, Meryl Streep | 18 mai     |
| Jimmy's Hall          |                      | Ken Loach                   | Royaume-Uni | Barry Ward, Simone Kirby, Andrew Scott                        | 22 mai     |
| Léviathan             | Левиафан             | Andreï Zviaguintsev         | Russie      | Vladimir Vdovitchenkov, Lyadova, Alexeï Serebriakov           | 23 mai     |
| Maps to the Stars     |                      | David Cronenberg            | Canada      | Julianne Moore, Mia Wasikowska, Robert Pattinson, John Cusack | 19 mai     |
| Les Merveilles        | Le Meraviglie        | Alice Rohrwacher            | Italie      | Monica Bellucci, Alba Rohrwacher, Margarete Tiesel            | 18 mai     |
| Mommy                 |                      | Xavier Dolan                | Canada      | Anne Dorval, Suzanne Clément, Antoine Olivier Pilon           | 22 mai     |
| Mr. Turner            |                      | Mike Leigh                  | Royaume-Uni | Timothy Spall, Lesley Manville, Roger Ashton-Griffiths        | 15 mai     |
| Les Nouveaux Sauvages | Relatos Salvajes     | Damián Szifrón              | Argentine   | Ricardo Darín, Darío Grandinetti, Leonardo Sbaraglia          | 17 mai     |
| Saint Laurent         |                      | Bertrand Bonello            | France      | Gaspard Ulliel, Jérémie Renier, Léa Seydoux                   | 17 mai     |
| The Search            |                      | Michel Hazanavicius         | France      | Bérénice Bejo, Annette Bening                                 | 21 mai     |
| Sils Maria            | Clouds of Sils Maria | Olivier Assayas             | France      | Juliette Binoche, Kristen Stewart, Chloë Grace Moretz         | 23 mai     |
| Still the Water       | 2つ目の窓            | Naomi Kawase                | Japon       | Makiko Watanabe, Hideo Sakaki, Jun Murakami                   | 21 mai     |
| Timbuktu              |                      | Abderrahmane Sissako        | Mauritanie  | Abel Jafri, Pino Desperado, Hichem Yacoubi, Toulou Kiki       | 15 mai     |
| Winter Sleep          | Kış Uykusu           | Nuri Bilge Ceylan           | Turquie     | Haluk Bilginer, Demet Akbağ, Melisa Sözen                     | 16 mai     |

#### Un certain regard
La section Un certain regard comprend 20 films :
| Titre                                                                    | Réalisation                                      | Pays                          |
| ------------------------------------------------------------------------ | ------------------------------------------------ | ----------------------------- |
| A Girl at My Door (Dohee-Ya) en compétition pour la Caméra d'or          | July Jung                                        | Corée du Sud                  |
| Amour fou                                                                | Jessica Hausner                                  | Autriche                      |
| La Belle Jeunesse (Hermosa juventud)                                     | Jaime Rosales                                    | Espagne                       |
| Bird People                                                              | Pascale Ferran                                   | France                        |
| La Chambre bleue                                                         | Mathieu Amalric                                  | France                        |
| The Disappearance of Eleanor Rigby en compétition pour la Caméra d'or    | Ned Benson                                       | États-Unis                    |
| Fantasia                                                                 | Wang Chao                                        | France Chine                  |
| Snow Therapy (Turist)                                                    | Ruben Östlund                                    | Suède                         |
| L'Incomprise (Incompresa)                                                | Asia Argento                                     | Italie France                 |
| Jauja                                                                    | Lisandro Alonso                                  | Danemark États-Unis Argentine |
| Loin de mon père (Harcheck mi headro)                                    | Keren Yedaya                                     | Israël                        |
| Lost River en compétition pour la Caméra d'or                            | Ryan Gosling                                     | États-Unis                    |
| Party Girl (film d'ouverture) en compétition pour la Caméra d'or         | Marie Amachoukeli, Claire Burger et Samuel Theis | France                        |
| Charlie's Country                                                        | Rolf de Heer                                     | Australie                     |
| Run en compétition pour la Caméra d'or                                   | Philippe Lacôte                                  | Côte d'Ivoire France          |
| Le Sel de la Terre (The Salt of the Earth)                               | Wim Wenders et Juliano Ribeiro Salgado           | Brésil                        |
| Snow in Paradise en compétition pour la Caméra d'or                      | Andrew Hulme                                     | Royaume-Uni                   |
| Titli, une chronique indienne (Titli) en compétition pour la Caméra d'or | Kanu Behl                                        | Inde                          |
| White God (Fehér Isten)                                                  | Kornél Mundruczó                                 | Hongrie Allemagne Suède       |
| Xenia                                                                    | Pános Koútras                                    | Grèce France Belgique         |

#### Hors compétition
| Titre                                                                   | Réalisation   | Pays       |
| ----------------------------------------------------------------------- | ------------- | ---------- |
| Coming Home (歸來)                                                      | Zhang Yimou   | Chine      |
| Dragons 2 (How to Train Your Dragon 2)                                  | Dean DeBlois  | États-Unis |
| Grace de Monaco (Grace of Monaco) (film d'ouverture)                    | Olivier Dahan | France     |
| L'Homme qu'on aimait trop                                               | André Téchiné | France     |
| Pour une poignée de dollars (Per un pugno di dollari) (film de clôture) | Sergio Leone  | Italie     |

##### Séances de minuit
| Titre             | Réalisation      | Pays                 |
| ----------------- | ---------------- | -------------------- |
| The Rover         | David Michôd     | Australie États-Unis |
| The Salvation     | Kristian Levring | Danemark             |
| The Target (표적) | Yoon Hong-Seung  | Corée du Sud         |

##### Séances spéciales
| Titre                                        | Réalisation | Pays                                                         |
| -------------------------------------------- | --- | ------------------------------------------------------------ |
| Caricaturistes, fantassins de la démocratie  | Stéphanie Valloatto | France                                                       |
| Of Men and War                               | Laurent Bécue-Renard | France                                                       |
| Eau argentée, Syrie autoportrait (ماء الفضة) | Oussama Mohammad et Wiam Simav Bedirxan | Syrie France                                                 |
| El Ardor                                     | Pablo Fendrik | Argentine Brésil France États-Unis                           |
| Les Gens du Monde                            | Yves Jeuland | France                                                       |
| Geronimo                                     | Tony Gatlif | France                                                       |
| Maïdan (Майдан)                              | Sergei Loznitsa | Ukraine                                                      |
| Les Ponts de Sarajevo                        | Aida Begić, Isild Le Besco, Leonardo Di Costanzo, Pedro Costa, Jean-Luc Godard, Kamen Kalev, Sergei Loznitsa, Vincenzo Marra, Ursula Meier, Vladimir Perišić, Cristi Puiu, Marc Recha et Angela Schanelec | Bulgarie Allemagne Italie Portugal Bosnie-Herzégovine France |
| Red Army                                     | Polsky Gabe | États-Unis                                                   |
| The Owners                                   | Adilkhan Yerzhanov | Kazakhstan                                                   |

#### Cinéfondation
| Titre                                                                   | Réalisation                                                      | École                                            | Pays         |
| ----------------------------------------------------------------------- | ---------------------------------------------------------------- | ------------------------------------------------ | ------------ |
| The Aftermath of the Inauguration of the Public Toilet at Kilometer 375 | Omar El Zohairy                                                  | High Cinema Institute, Academy of Arts           | Égypte       |
| The Bigger Picture                                                      | Daisy Jacobs                                                     | National Film and Television School              | Royaume-Uni  |
| Breath (Soom)                                                           | Hyun-ju Kwon                                                     | Chung-Ang University                             | Corée du Sud |
| Home Sweet Home                                                         | Pierre Clénet, Alejandro Diaz, Romain Mazevet, Stéphane Paccolat | Supinfocom Arles                                 | France       |
| Last Trip Home                                                          | Fengyu Han                                                       | Ngee Ann Polytechnic                             | Singapour    |
| Moonless Summer (Leto Bez Meseca)                                       | Stefan Ivančić                                                   | Université des arts de Belgrade                  | Serbie       |
| Niagara                                                                 | Chie Hayakawa                                                    | ENBU Seminar (ja)                                | Japon        |
| Oh Lucy !                                                               | Atsuko Hirayanagi                                                | NYU Tisch School of the Arts Asia                | Singapour    |
| Les Oiseaux-tonnerre                                                    | Léa Mysius                                                       | La Fémis                                         | France       |
| Our Blood                                                               | Max Chan                                                         | Hampshire College                                | États-Unis   |
| Provincia                                                               | György Mór Kàrpàti                                               | Université d'art dramatique et cinématographique | Hongrie      |
| Skunk                                                                   | Annie Silverstein                                                | Université du Texas à Austin                     | États-Unis   |
| Sourdough (Lievito Madre)                                               | Fulvio Risuleo                                                   | Centro Sperimentale di Cinematografia            | Italie       |
| Stone Cars                                                              | Reinaldo Marcus Green                                            | NYU Tisch School of the Arts                     | États-Unis   |
| Une vie radieuse                                                        | Meryll Hardt                                                     | Le Fresnoy                                       | France       |
| The Visit                                                               | Inbar Horesh                                                     | Minshar for Art, School and Center               | Israël       |

#### Courts métrages
| Titre                                  | Réalisation                                                                  | Pays                 |
| -------------------------------------- | ---------------------------------------------------------------------------- | -------------------- |
| The Administration of Glory            | Ran Huang                                                                    | Chine                |
| Aïssa                                  | Clément Tréhin-Lalanne                                                       | France               |
| Les Corps étrangers                    | Laura Wandel                                                                 | Belgique             |
| The Execution (A kivégzés)             | Petra Szõcs                                                                  | Hongrie Roumanie     |
| Happo-En                               | Sato Masahiko, Ohara Takayoshi, Seki Yutaro, Toyota Masayuki, Hirase Kentaro | Japon                |
| Invisible Spaces (Ukhilavi Sivrtseebi) | Dea Kulumbegashvili                                                          | Géorgie              |
| The Last One (Sonuncu)                 | Sergey Pikalov                                                               | Azerbaïdjan          |
| Leidi                                  | Simón Mesa Soto                                                              | Colombie Royaume-Uni |
| Yes We Love (Ja Vi Elsker)             | Hallvar Witzø                                                                | Norvège              |

#### Cannes Classics

##### Fiction
| Titre                                                       | Réalisation                      | Pays                                    | Date |
| ----------------------------------------------------------- | -------------------------------- | --------------------------------------- | ---- |
| Contes cruels de la jeunesse (青春残酷物語)                 | Nagisa Ōshima                    | Japon                                   | 1960 |
| Dragon Gate Inn (龍門客棧)                                  | King Hu                          | Taïwan                                  | 1967 |
| Les Horizons perdus (Lost Horizon)                          | Frank Capra                      | États-Unis                              | 1937 |
| La Chienne                                                  | Jean Renoir                      | France                                  | 1939 |
| La Couleur de la grenade (Սայաթ-Նովա / Цвет граната)        | Sergueï Paradjanov               | Union soviétique                        | 1968 |
| La Peur (Angst)                                             | Roberto Rossellini               | Allemagne Italie                        | 1954 |
| La Taverne de la Jamaïque (Jamaica Inn)                     | Alfred Hitchcock                 | Royaume-Uni                             | 1939 |
| La Vie de château                                           | Jean-Paul Rappeneau              | France                                  | 1965 |
| Le Dernier Métro                                            | François Truffaut                | France                                  | 1980 |
| Le Hasard (Przypadek)                                       | Krzysztof Kieślowski             | Pologne                                 | 1981 |
| Le jour se lève                                             | Marcel Carné                     | France                                  | 1939 |
| Léolo                                                       | Jean-Claude Lauzon               | France Canada                           | 1992 |
| Les Croix de bois                                           | Raymond Bernard                  | France                                  | 1931 |
| Les Montagnes bleues (ცისფერი მთები ანუ დაუჯერებელი ამბავი) | Eldar Chenguelaia                | Géorgie Union soviétique                | 1983 |
| Les Violons du bal                                          | Michel Drach                     | France                                  | 1974 |
| Mariage à l'italienne (Matrimonio all'italiana)             | Vittorio De Sica                 | Italie France                           | 1964 |
| Overlord                                                    | Stuart Cooper                    | Royaume-Uni                             | 1975 |
| Paris, Texas                                                | Wim Wenders                      | Allemagne France Royaume-Uni États-Unis | 1984 |
| Comment Yukong déplaça les montagnes                        | Marceline Loridan et Joris Ivens | France                                  | 1976 |
| Tokyo Olympiades (東京オリンピック)                         | Kon Ichikawa                     | Japon                                   | 1965 |

##### Documentaires
| Titre                                             | Réalisation   | Pays       | Sujet                                       |
| ------------------------------------------------- | ------------- | ---------- | ------------------------------------------- |
| Life Itself                                       | Steve James   | États-Unis | Roger Ebert                                 |
| The Go-Go Boys : The Inside Story of Cannon Films | Hilla Medalia | Israël     | Cannon Group, Menahem Golan et Yoram Globus |

#### Cinéma de la Plage
| Titre                                                          | Réalisation        | Pays                                | Date |
| -------------------------------------------------------------- | ------------------ | ----------------------------------- | ---- |
| Huit et demi (Otto e mezzo)                                    | Federico Fellini   | Italie France                       | 1963 |
| Et pour quelques dollars de plus (Per Qualche Dollaro In Più)  | Sergio Leone       | Italie Espagne Allemagne de l'Ouest | 1965 |
| Le Bon, la Brute et le Truand (The Good, the Bad and the Ugly) | Sergio Leone       | Italie Espagne                      | 1966 |
| United Passions : La Légende du football (United Passions)     | Frédéric Auburtin  | France                              | 2014 |
| L'Opération diabolique (Seconds)                               | John Frankenheimer | États-Unis                          | 1966 |
| Les Guerriers de la nuit                                       | Walter Hill        | États-Unis                          | 1979 |
| La Folie des grandeurs                                         | Gérard Oury        | France Italie Allemagne Espagne     | 1971 |
| Polyester                                                      | John Waters        | États-Unis                          | 1981 |
| Pulp Fiction                                                   | Quentin Tarantino  | États-Unis                          | 1994 |
| Purple Rain                                                    | Albert Magnoli     | États-Unis                          | 1984 |

### Quinzaine des réalisateurs

#### Longs métrages
| Titre                                                        | Réalisation                       | Pays                         |
| ------------------------------------------------------------ | --------------------------------- | ---------------------------- |
| Hard Day (Kkeut-Kka-Ji-Gan-Da)                               | Kim Seong-hoon                    | Corée du Sud                 |
| Alleluia                                                     | Fabrice Du Welz                   | Belgique, France             |
| Catch Me Daddy en compétition pour la Caméra d'or            | Daniel Wolfe                      | Royaume-Uni                  |
| Juillet de sang (Cold in July)                               | Jim Mickle                        | États-Unis                   |
| Les Combattants en compétition pour la Caméra d'or           | Thomas Cailley                    | France                       |
| Le Conte de la princesse Kaguya (かぐや姫 の 物語)           | Isao Takahata                     | Japon                        |
| Le Procès de Viviane Amsalem (Gett)                          | Ronit Elkabetz et Shlomi Elkabetz | Israël, France, Allemagne    |
| Mange tes morts                                              | Jean-Charles Hue                  | France                       |
| National Gallery                                             | Frederick Wiseman                 | France, États-Unis           |
| Next to Her (At Li Layla) en compétition pour la Caméra d'or | Asaf Korman                       | Israël                       |
| Queen and Country                                            | John Boorman                      | Irlande, Royaume-Uni         |
| Refugiado                                                    | Diego Lerman                      | Argentine, France, Allemagne |
| These Final Hours en compétition pour la Caméra d'or         | Zak Hilditch                      | Australie                    |
| Tu dors Nicole                                               | Stéphane Lafleur                  | Canada                       |
| Whiplash                                                     | Damien Chazelle                   | États-Unis                   |

#### Courts métrages
| Titre                                               | Réalisation                  | Pays                 |
| --------------------------------------------------- | ---------------------------- | -------------------- |
| 8 balles                                            | Frank Ternier                | France               |
| Cambodia 2099                                       | Davy Chou                    | France               |
| En août                                             | Jenna Hasse                  | Suisse               |
| Fragments (Fragmenty)                               | Agnieszka Woszczyńska        | Pologne              |
| Guy Moquet                                          | Demis Herenger               | France               |
| Heartless (Sem Coraçao)                             | Nara Normande et Tião Tiao   | Brésil               |
| It Can Pass Through The Wall (Trece Si Prin Perete) | Radu Jude                    | Roumanie             |
| Jutra                                               | Marie-Josée Saint-Pierre     | Canada               |
| Man on the Chair                                    | Dahee Jeong                  | France, Corée du Sud |
| The Revolution Hunter (A Caça Revoluçoes)           | Margarida Rego               | Portugal             |
| Torn                                                | Elmar Imanov et Engin Kundag | Azerbaïdjan          |

#### Séances spéciales
| Titre                              | Réalisation     | Pays        |
| ---------------------------------- | --------------- | ----------- |
| Bande de filles (film d'ouverture) | Céline Sciamma  | France      |
| Massacre à la tronçonneuse (1974)  | Tobe Hooper     | États-Unis  |
| P'tit Quinquin (mini-série)        | Bruno Dumont    | France      |
| Pride (film de clôture)            | Matthew Warchus | Royaume-Uni |

### Semaine de la critique

#### Longs métrages
| Titre                                                                  | Réalisation             | Pays       |
| ---------------------------------------------------------------------- | ----------------------- | ---------- |
| Mezzanotte (Più buio di mezzanotte) en compétition pour la Caméra d'or | Sebastiano Riso         | Italie     |
| Gente de bién en compétition pour la Caméra d'or                       | Franco Lolli            | Colombie   |
| Hope en compétition pour la Caméra d'or                                | Boris Lojkine           | France     |
| It Follows                                                             | David Robert Mitchell   | États-Unis |
| Self Made                                                              | Shira Geffen            | Israël     |
| The Tribe (ПЛЕМЯ) en compétition pour la Caméra d'or                   | Myroslav Slaboshpytskiy | Ukraine    |
| Når dyrene drømmer en compétition pour la Caméra d'or                  | Jonas Alexander Arnby   | Danemark   |

#### Courts métrages
| Titre                                             | Réalisation      | Pays               |
| ------------------------------------------------- | ---------------- | ------------------ |
| Une chambre bleue (Niebieski Pokój)               | Tomasz Siwiński  | Pologne, France    |
| The Chicken                                       | Una Gunjak       | Croatie, Allemagne |
| La Contre-allée                                   | Cécile Ducrocq   | France             |
| Crocodile                                         | Gaëlle Denis     | Royaume-Uni        |
| Les fleuves m'ont laissée descendre où je voulais | Laurie Lassalle  | France             |
| Goodnight Cinderella (Boa noite Cinderela)        | Carlos Conceição | Portugal           |
| Petit frère                                       | Rémi St-Michel   | Canada             |
| Safari                                            | Gerardo Herrero  | Espagne            |
| TrueLoveStory                                     | Gitanjali Rao    | Inde               |
| A Ciambra                                         | Jonas Carpignano | Italie, France     |

#### Séances spéciales

##### Longs métrages
| Titre                                  | Réalisation     | Pays   |
| -------------------------------------- | --------------- | ------ |
| FLA (Faire l'amour) (film d'ouverture) | Djinn Carrenard | France |
| Hippocrate (film de clôture)           | Thomas Lilti    | France |
| L'Institutrice (הגננת, Haganenet)      | Nadav Lapid     | Israël |
| Respire                                | Mélanie Laurent | France |

##### Courts métrages
| Titre                                | Réalisation                 | Pays    |
| ------------------------------------ | --------------------------- | ------- |
| Aningaaq                             | Jonás Cuarón                | Mexique |
| El Fin de la existencia de las cosas | Dalia Huerta Cano           | Mexique |
| El Último Velo                       | Luis David Palomino Benitez | Mexique |
| Jerusalén                            | Alicia Segovia Juárez       | Mexique |
| La Banqueta                          | Anaïs Pareto Onghena        | Mexique |
| La contribution                      | Chloé Delaume               | France  |
| Las Montañas invisibles              | Ángel Linares               | Mexique |
| Le plus petit appartement de Paris   | Helena Villovitch           | France  |
| Les anti-trente                      | Oxmo Puccino                | France  |
| Par acquit de conscience             | Maxime Chattam              | France  |
| Rosa Mystica                         | Eva Ionesco, Simon Liberati | France  |

### ACID
| Titre                 | Réalisation                         | Pays                       |
| --------------------- | ----------------------------------- | -------------------------- |
| Brooklyn              | Pascal Tessaud                      | France                     |
| Cesta Ven             | Petr Václav                         | République tchèque, France |
| Le Challat de Tunis   | Kaouther Ben Hania                  | Tunisie, France            |
| La Fille et le Fleuve | Aurélia Georges                     | France                     |
| Mercuriales           | Virgil Vernier                      | France                     |
| New Territories       | Fabianny Deschamps                  | France                     |
| Qui vive              | Marianne Tardieu                    | France                     |
| Les Règles du jeu     | Claudine Bories et Patrice Chagnard | France                     |
| Spartacus & Cassandra | Ioanis Nuguet                       | France                     |

## Palmarès

### Palmarès officiel

#### Compétition
| Prix                            | Attribué à                                       | Pays        |
| ------------------------------- | ------------------------------------------------ | ----------- |
| Palme d'or                      | Winter Sleep de Nuri Bilge Ceylan                | Turquie     |
| Grand prix                      | Les Merveilles d'Alice Rohrwacher                | Italie      |
| Prix d'interprétation masculine | Timothy Spall dans Mr. Turner                    | Royaume-Uni |
| Prix d'interprétation féminine  | Julianne Moore dans Maps to the Stars            | États-Unis  |
| Prix de la mise en scène        | Bennett Miller pour Foxcatcher                   | États-Unis  |
| Prix du scénario                | Andreï Zviaguintsev et Oleg Negin pour Léviathan | Russie      |
| Prix du jury (ex æquo)          | Mommy de Xavier Dolan                            | Canada      |
| Prix du jury (ex æquo)          | Adieu au langage de Jean-Luc Godard              | Suisse      |

#### Caméra d'or
| Prix,       | Attribué à                                                     | Pays   |
| ----------- | -------------------------------------------------------------- | ------ |
| Caméra d'or | Party Girl de Marie Amachoukeli, Claire Burger et Samuel Théis | France |

#### Un certain regard
| Prix                               | Attribué à                                                     | Pays                    |
| ---------------------------------- | -------------------------------------------------------------- | ----------------------- |
| Prix « Un Certain Regard »         | White God de Kornél Mundruczó                                  | Hongrie Allemagne Suède |
| Prix du jury                       | Snow Therapy de Ruben Östlund                                  | Suède                   |
| Prix spécial « Un Certain Regard » | Le Sel de la Terre de Wim Wenders et Juliano Ribeiro Salgado   | Brésil                  |
| Prix d'ensemble                    | Party Girl de Marie Amachoukeli, Claire Burger et Samuel Theis | France                  |
| Prix du meilleur acteur            | David Gulpilil pour Le Pays de Charlie                         | Australie               |

#### Cinéfondation
| Prix     | Attribué à                         | École                                            |
| -------- | ---------------------------------- | ------------------------------------------------ |
| 1er prix | Skunk d’Annie Silverstein          | Université du Texas à Austin, États-Unis         |
| 2e prix  | Oh Lucy ! d’Atsuko Hirayanagi      | NYU Tisch School of the Arts Asia, Singapour     |
| 3e prix  | Lievito Madre de Fulvio Risuleo    | Centro Sperimentale di Cinematografia, Italie    |
| 3e prix  | The Bigger Picture de Daisy Jacobs | National Film and Television School, Royaume-Uni |

#### Courts métrages
| Prix                        | Attribué à                                  | Pays                 |
| --------------------------- | ------------------------------------------- | -------------------- |
| Palme d'or du court métrage | Leidi de Simón Mesa Soto                    | Colombie Royaume-Uni |
| Mentions spéciales          | Aïssa de Clément Tréhin-Lalanne             | France               |
| Mentions spéciales          | Yes We Love (Ja Vi Elsker) de Hallvar Witzø | Norvège              |

### Quinzaine des réalisateurs
| Prix                                          | Attribué à                                | Pays     |
| --------------------------------------------- | ----------------------------------------- | -------- |
| Art Cinema Award (CICAE)                      | Les Combattants de Thomas Cailley         | France   |
| Prix SACD                                     | Les Combattants de Thomas Cailley         | France   |
| Label Europa Cinemas                          | Les Combattants de Thomas Cailley         | France   |
| Prix Illy du court métrage                    | Sem Coração de Nara Normande et Tião Tiao | Brésil   |
| Prix Illy du court métrage - Mention spéciale | Trece Si Prin Perete de Radu Jude         | Roumanie |
| Carrosse d'or                                 | Alain Resnais (à titre posthume)          | France   |

### Semaine de la critique
| Prix,                                             | Attribué à                           | Pays        |
| ------------------------------------------------- | ------------------------------------ | ----------- |
| Grand prix Nespresso de la semaine de la critique | The Tribe de Myroslav Slaboshpytskiy | Ukraine     |
| Prix Révélation France 4                          | The Tribe de Myroslav Slaboshpytskiy | Ukraine     |
| Aide Fondation Gan pour la diffusion              | The Tribe de Myroslav Slaboshpytskiy | Ukraine     |
| Prix SACD                                         | Hope de Boris Lojkine                | France      |
| Prix Découverte Sony CineAlta du court métrage    | A Ciambra de Jonas Carpignano        | Italie      |
| Prix Canal+ du court métrage                      | Crocodile de Gaëlle Denis            | Royaume-Uni |

### Autres prix
| Prix                                 | Prix                                 | Attribué à                                                   | Pays              |
| ------------------------------------ | ------------------------------------ | ------------------------------------------------------------ | ----------------- |
| Prix FIPRESCI                        | Compétition                          | Winter Sleep de Nuri Bilge Ceylan                            | Turquie           |
| Prix FIPRESCI                        | Un certain regard                    | Jauja de Lisandro Alonso                                     | Argentine         |
| Prix FIPRESCI                        | Quinzaine des réalisateurs           | Les Combattants de Thomas Cailley                            | France            |
| Prix du jury œcuménique              | Compétition                          | Timbuktu d'Abderrahmane Sissako                              | Mauritanie France |
| Prix du jury œcuménique              | Mentions spéciales                   | Le Sel de la Terre de Wim Wenders et Juliano Ribeiro Salgado | Brésil            |
| Prix du jury œcuménique              | Mentions spéciales                   | La Belle Jeunesse de Jaime Rosales                           | Espagne           |
| Prix du jury œcuménique              | Prix spécial                         | Deux jours, une nuit de Jean-Pierre et Luc Dardenne          | Belgique          |
| Prix François-Chalais                | Compétition                          | Timbuktu d'Abderrahmane Sissako                              | Mauritanie France |
| Prix François-Chalais                | Mention spéciale                     | Le Sel de la Terre de Wim Wenders et Juliano Ribeiro Salgado | Brésil            |
| Trophée Chopard                      | Révélation féminine                  | Adèle Exarchopoulos                                          | France            |
| Trophée Chopard                      | Révélation masculine                 | Logan Lerman                                                 | États-Unis        |
| Prix Vulcain de l'artiste technicien | Prix Vulcain de l'artiste technicien | Dick Pope pour Mr. Turner (photographie)                     | Royaume-Uni       |
| Queer Palm                           | Queer Palm                           | Pride de Matthew Warchus                                     | Royaume-Uni       |
| Palme Dog                            | Palme                                | Luke et Body dans White God                                  | Hongrie           |
| Palme Dog                            | Prix spécial                         | Roxy dans Adieu au langage                                   | France            |